# Lac Wetetnagami
Lac Wetetnagami är en sjö i Kanada.   Den ligger i regionen Abitibi-Témiscamingue och provinsen Québec, i den sydöstra delen av landet, 400 km norr om huvudstaden Ottawa. Lac Wetetnagami ligger 370 meter över havet. Arean är 21,8 kvadratkilometer. Den sträcker sig 15,6 kilometer i nord-sydlig riktning, och 7,0 kilometer i öst-västlig riktning.
I omgivningarna runt Lac Wetetnagami växer i huvudsak barrskog. Trakten runt Lac Wetetnagami är nära nog obefolkad, med mindre än två invånare per kvadratkilometer.